# Estrella Cortichs Vinyals
Estrella Cortichs Vinyals (Gironella, 14 de abril de 1902, Barcelona, 1985) fue una maestra española y miembro de la Institución Libre de Enseñanza durante la época de la República. Posteriormente se exilió en México, donde se dedicó a la docencia hasta su regreso a España en 1973.

## Biografía

### Infancia y primeros años
Estrella Cortichs era hija de Esteve Cortichs i Costa, que llegó a ser alcalde republicano de Gironella en el año 1922, estando siempre muy implicado en política. Siendo muy niña, en el año 1905, sus padres se separaron teniendo que ir a vivir a una institución religiosa.
Gracias a las inquietudes de su padre por la educación tanto Estrella Cortichs como su hermano estudiaron en Barcelona, donde cursó magisterio en la Escuela Superior de Magisterio entre los años 1924 y 1928. Una vez obtuvo el título, mediante unas oposiciones entró a trabajar en la Escuela "Menéndez Pelayo", de la que llegó a ser directora.
Estrella Cortichs fue una fiel seguidora de los principios del pedagogo krausista Francisco Giner de los Ríos, fundador de la Institución Libre de Enseñanza de la que ella fue miembro durante el período republicano y durante la Guerra Civil. El inicio de la guerra le sorprendió en Bilbao y regresó a Madrid en septiembre. A partir de ese momento colaboró en la Universidad Popular, y comprometida con los ideales de la republicanos, colaboró con Ayuda Infantil, una organización republicana dedicada a la atención de los niños que habían sido desplazados de los territorios ocupados por el franquismo. Con la finalización de la guerra y la consiguiente victoria del bando sublevado, Cortichs cruzó la frontera para exiliarse en Francia junto un grupo de niños refugiados.

### Exilio y México
Tras el final de la guerra civil, Cortichs tuvo que exiliarse a Francia, donde acompañó a niños refugiados, y acabó en un campo de concentración en Perpiñán, de donde consiguió salir gracias a amigos. Durante el tiempo que permaneció en Francia siguió colaborando con "Ayuda Infantil" y realizó un inventario de niños evacuados en Francia.
Estrella Cortichs dejó Francia y se estableció durante unos meses en Santo Domingo donde trabajó como maestra en una escuela y, después de un breve período en Cuba, se exilió en México de forma permanente a partir de 1940. Ya en México, tomó contacto con otros exmiembros exiliados de la Institución Libre de Enseñanza que estaban creando a través del Servicio de Evacuación de Refugiados Españoles (SERE) y la Junta de Auxilio a los Republicanos Españoles (JARE) instituciones educativas cuya finalidad era dar trabajo a los maestros exiliados y, al tiempo,  ofrecer a los niños desplazados la educación que habían recibido durante la época republicana.
El primer colegio en el que trabajo Cortichs durante su estancia en México fue el Instituto Luis Vives. Para acceder a este trabajo, tuvo que revalidar su título de maestra y cursar dos años de carrera universitaria. El instituto estaba compuesto en su gran mayoría por hijos de republicanos y brigadistas defensores de la República exiliados así como muchos judíos. Este colegio subsistió grácias a donaciones particulares provenientes en su gran mayoría de Estados Unidos y también con aportaciones del SERE. Además obtuvo un fuerte apoyo del gobierno de Lázaro Cárdenas, cosa que motivó a Estrella Cortichs a organizar clases nocturnas para los obreros en agradecimiento a ese apoyo.
Durante su época de maestra en el Luis Vives formó parte del equipo de primaria y fue elegida representante de la escuela dentro de la organización del Subcomité de Higiene y Lucha contra el Alcoholismo así como la Campaña de Alfabetización, ambas iniciativas dirigidas por el gobierno mexicano. No obstante las dificultades económicas que sufría el Instituto Luis Vives durante la década de los cincuenta, le hicieron cambiar de Instituto pasando a trabajando al Colegio Madrid, un colegio que databa de 1941 y estaba financiado por el JARE.
El afianzamiento del nuevo régimen franquista en los años cincuenta reflejada en el levantamiento de ciertas sanciones por parte de la ONU a España, impidieron que Estrella y otros muchos exiliados tuvieran esperanzas de un pronto regreso a la patria. En por ello que muchos de ellos se nacionalizaron mexicanos y continuaron su lucha contra el régimen de Franco colaborando con asociaciones (como la asociación de mujeres "Mariana Pineda" ), o perteneciendo a partidos políticos (como el PSUC, al que perteneció Cortichs durante un tiempo).
Consiguió regresar a España en 1962, por primera vez, por una estancia breve, por estar de vacaciones. En 1973 regresó definitivamente afincándose en Barcelona aprovechando para visitar repetidas veces su pueblo natal en donde estaba enterrado su padre. Falleció en Barcelona en 1985.